# 遠敷郡
- 令制国一覧 > 北陸道 > 若狭国 > 遠敷郡
- 日本 > 中部地方 > 福井県 > 遠敷郡

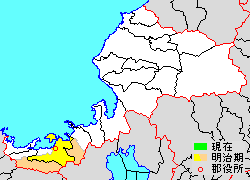
福井県遠敷郡の位置（黄：明治期 薄黄：後に他郡に編入された区域）

遠敷郡（おにゅうぐん）は、福井県（若狭国）にあった郡。

## 郡域
1878年（明治11年）に行政区画として発足した当時の郡域は、下記の区域にあたる。
- 小浜市の大部分（鯉川・岡津・加斗・飯盛・西勢・東勢を除く）
- 三方上中郡若狭町の一部（海士坂・三生野・無悪・三田・小原・南・末野・新道以南）
- 大飯郡おおい町の一部（名田庄各町）

## 歴史
7世紀後半に評制の小丹生評として建てられた。701年（大宝元年）に大宝律令により郡となる。713年（和銅6年）の好字二字令により、「遠敷」の字が宛てられた。825年（天長2年）7月に大飯郡が分置された。
戦国時代ごろから「中郡」とも呼ばれるようになり、江戸（藩政）時代には、本郡を上中郡（38ヶ村）・下中郡（72ヶ村）の2つに分けた。

### 近世以降の沿革
- 明治初年時点で、全域が小浜藩領であった。「旧高旧領取調帳」に記載されている村は以下の通り。藩政時代、【　】内の40村は上中郡、その他2町81村は下中郡とされた。（2町121村）

小浜町、小倉畑村、虫鹿野村、挙野村、久坂村、堂本村、小倉村、下村、中村、西谷村、井上村、口坂本村、奥坂本村、納田終村、谷田部村、滝谷村、飛川村、五十谷村、窪谷村、桂木村、深谷村、和多田村、上田村、下田村、小屋村、深野村、三重村、青井村、府中村、和久里村、多田村、伏原村、湯岡村、生守村、野代村、尾崎村、須縄村、上竹原村、竹原町、西津村、甲ヶ崎村、阿納尻村、若狭浦、仏谷浦、堅海浦、泊浦、阿納浦、犬熊浦、志積浦、矢代浦、田烏浦、加尾浦、西小川浦、宇久浦、羽賀村、奈胡村、熊野村、次吉村、栗田村、高塚村、太良庄村、遠敷村、国分村、金屋村、竜前村、神宮寺村、忠野村、下根来村、中畑村、上根来村、東市場村、上野村、門前村、池河内村、三分一村、四分一村、大興寺村、平野村、【下野木村、中野木村、上野木村、玉置村、武生村、兼田村、加福六村、堤村、杉山村、加茂村、新保村、大谷村、本保村、竹長村、日笠村、神谷村、井ノ口村、天徳寺村、三宅村、有田村、持田村、長江村、大鳥羽村、黒田村、麻生野村、海士坂村、末野村、山内村、小原村、三田村、無悪村、三生野村、安賀里村、脇袋村、下吉田村、上吉田村、瓜生村、新道村、熊川村、河内村】、新滝谷村、槙谷村、志見ヶ谷村、奥田縄村、口田縄村
- 明治4年
  - 7月14日（1871年8月29日） - 廃藩置県により小浜県の管轄となる。
  - 11月20日（1871年12月31日） - 第1次府県統合により敦賀県の管轄となる。
- 明治初年（2町122村）
  - 竹原町が改称して竹原村となる。
  - 志見ヶ谷村が改称して染ヶ谷村となる。
  - 三宅村の一部が分立して仮屋村となる。
- 明治5年（1972年） - 大区小区制により、本郡を敦賀県第三大区から第七大区の5大区に区分。（5大区35小区）
- 明治7年（1874年）（2町132村）
  - 区割改正により、第二大区及び第三大区の2大区に区分。（2大区34小区）
  - 西津村の一部が分立して大湊村・小湊村・堀屋敷村・北塩屋村・福谷村・新小松原村・下竹原村・小松原村が分立。
  - 三宅村の一部が分立して市場村となる。
  - 瓜生村の一部が分立して関村となる。
- 明治8年（1875年）8月21日 - 第2次府県統合により滋賀県の管轄となる。
- 明治12年（1879年）（2町128村）
  - 5月16日 - 郡区町村編制法の滋賀県での施行により、行政区画としての遠敷郡が発足。郡役所を小浜町に設置。
  - 滝谷村・飛川村・五十谷村・新滝谷村が合併して中井村となる。
  - 窪谷村・桂木村が合併して相生村となる。
- 明治13年（1880年） - 大湊村・小湊村が合併して湊村となる。（2町127村）
- 明治14年（1881年）
  - 1月 - 郡役所が竹原村字栗広浜に移転。[5]
  - 2月7日 - 福井県の管轄となる。
- 明治17年（1884年） - 有田村の一部が分立して下タ中村となる。（2町128村）

### 町村制以降の沿革

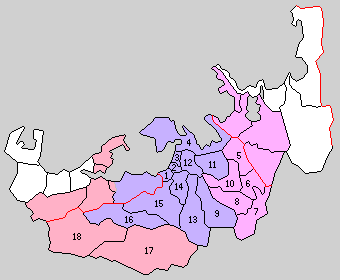
1.小浜町 2.雲浜村 3.西津村 4.内外海村 5.鳥羽村 6.瓜生村 7.熊川村 8.三宅村 9.松永村 10.野木村 11.宮川村 12.国富村 13.遠敷村 14.今富村 15.口名田村 16.中名田村 17.南名田村 18.奥名田村（紫：小浜市 桃：三方上中郡若狭町 赤：大飯郡おおい町）

- 明治22年（1889年）4月1日 - 町村制の施行により、以下の町村が発足。特記以外は現・小浜市。（1町17村）
  - 小浜町（小浜町[2]が単独町制）
  - 雲浜村 ← 西津村、竹原村、上竹原村［後の丸山を除く］
  - 西津村 ← 湊村、堀屋敷村、北塩屋村、福谷村、新小松原村、下竹原村、小松原村
  - 内外海村 ← 田烏浦、矢代浦、志積浦、犬熊浦、阿納浦、西小川浦、加尾浦、阿納尻村、甲ヶ崎村、宇久浦、若狭浦、仏谷浦、堅海浦、泊浦
  - 鳥羽村 ← 海士坂村、麻生野村、三生野村、無悪村、黒田村、三田村、大鳥羽村、小原村、長江村、山内村、持田村（現・三方上中郡若狭町）
  - 瓜生村 ← 関村、瓜生村、脇袋村、上吉田村、下吉田村、安賀里村、末野村、有田村、下タ中村（現・三方上中郡若狭町）
  - 熊川村 ← 河内村、新道村、熊川村（現・三方上中郡若狭町）
  - 三宅村 ← 仮屋村、三宅村、市場村、井ノ口村、天徳寺村、神谷村、日笠村（現・三方上中郡若狭町）
  - 松永村 ← 池河内村、門前村、三分一村、四分一村、上野村、東市場村、大興寺村、平野村
  - 野木村 ← 杉山村、堤村、加福六村、兼田村、武生村、玉置村、上野木村、中野木村、下野木村（現・三方上中郡若狭町）
  - 宮川村 ← 大谷村、本保村、竹長村、新保村、加茂村
  - 国富村 ← 太良庄村、高塚村、栗田村、次吉村、羽賀村、奈胡村、熊野村、上竹原村［後の丸山］
  - 遠敷村 ← 上根来村、中畑村、下根来村、忠野村、神宮寺村、竜前村、金屋村、遠敷村、国分村
  - 今富村 ← 尾崎村、野代村、生守村、多田村、木崎村[6]、和久里村、府中村、湯岡村、伏原村、青井村
  - 口名田村 ← 相生村、中井村、口田縄村、奥田縄村、須縄村、谷田部村
  - 中名田村 ← 小屋村、上田村、下田村、和多田村、深谷村、深野村
  - 南名田村 ← 虫鹿野村、挙野村、小倉畑村、久坂村、三重村、染ヶ谷村、槙谷村、堂本村、小倉村（現・大飯郡おおい町）
  - 奥名田村 ← 納田終村、奥坂本村、口坂本村、井上村、西谷村、中村、下村（現・大飯郡おおい町）
- 明治24年（1891年）4月1日
  - 郡制を施行。
  - 南名田村が改称して知三村となる。
- 大正12年（1923年）4月1日 - 郡会が廃止。郡役所は存続。
- 大正15年（1926年）7月1日 - 郡役所が廃止。以降は地域区分名称となる。
- 昭和10年（1935年）4月1日 - 小浜町・雲浜村・西津村が合併して改めて小浜町が発足。（1町15村）
- 昭和10年（1935年）時点での当郡の面積は437.27平方km、人口は44,676人（男21,799人・女22,877人）[7]。
- 昭和17年（1942年）7月1日 - 地方官官制の一部改正により、若狭地方事務所を小浜町に設置。大飯郡とともに管轄。[8]
- 昭和26年（1951年）3月30日 - 小浜町・内外海村・松永村・国富村・遠敷村・今富村・口名田村・中名田村が合併して小浜市が発足し、郡より離脱。（8村）
- 昭和29年（1954年）1月1日 - 三宅村・鳥羽村・瓜生村・熊川村・野木村が合併して上中町が発足。（1町3村）
- 昭和30年（1955年）
  - 1月1日 - 知三村・奥名田村が合併して名田庄村が発足。（1町2村）
  - 2月21日 - 宮川村が小浜市に編入。（1町1村）
- 平成17年（2005年）3月31日 - 上中町が三方郡三方町と合併して三方上中郡若狭町が発足し、郡より離脱。（1村）
- 平成18年（2006年）3月3日 - 名田庄村が大飯郡大飯町と合併して大飯郡おおい町が発足。同日遠敷郡消滅。

## 行政
滋賀県遠敷郡長
| 代 | 氏名 | 就任年月日                | 退任年月日               | 備考         |
| -- | ---- | ------------------------- | ------------------------ | ------------ |
| 1  |      | 明治12年（1879年）5月16日 |                          |              |
|    |      |                           | 明治14年（1881年）2月6日 | 福井県へ移管 |

福井県遠敷郡長
| 代 | 氏名       | 就任年月日                 | 退任年月日                 | 備考 |
| -- | ---------- | -------------------------- | -------------------------- | ---- |
| 1  | 曽根直行   | 明治14年（1881年）3月12日  | 明治14年（1881年）6月20日  |      |
| 2  | 須田安崇   | 明治14年（1881年）6月20日  | 明治15年（1882年）9月14日  |      |
| 3  | 森川秀雄   | 明治15年（1882年）9月14日  | 明治19年（1886年）4月22日  |      |
| 4  | 菅原良三郎 | 明治19年（1886年）4月22日  | 明治21年（1888年）3月23日  |      |
| 5  | 藤田孫平   | 明治21年（1888年）3月23日  | 明治22年（1889年）1月8日   |      |
| 6  | 西久保紀林 | 明治22年（1889年）1月8日   | 明治24年（1891年）6月12日  |      |
| 7  | 柘植善吾   | 明治24年（1891年）6月12日  | 明治34年（1901年）3月10日  |      |
| 8  | 山田正隆   | 明治34年（1901年）3月10日  | 明治35年（1902年）1月21日  |      |
| 9  | 金谷充     | 明治35年（1902年）1月21日  | 明治35年（1902年）5月19日  |      |
| 10 | 山下中二   | 明治35年（1902年）5月19日  | 明治37年（1904年）12月23日 |      |
| 11 | 近藤直一   | 明治37年（1904年）12月23日 | 明治40年（1907年）12月10日 |      |
| 12 | 和田見龍   | 明治40年（1907年）12月10日 | 明治43年（1910年）1月27日  |      |
| 13 | 大山綱岳   | 明治43年（1910年）1月27日  | 明治45年（1912年）1月16日  |      |
| 14 | 土持兼白   | 明治45年（1912年）1月16日  | 大正3年（1914年）8月21日   |      |
| 15 | 佐々木武介 | 大正3年（1914年）8月21日   | 大正4年（1915年）12月25日  |      |
| 16 | 鷲田又兵衛 | 大正4年（1915年）12月25日  | 大正6年（1917年）3月15日   |      |
| 17 | 色川圀城   | 大正6年（1917年）3月15日   | 大正7年（1918年）7月13日   |      |
| 18 | 宍道達郎   | 大正7年（1918年）7月13日   | 大正8年（1919年）10月8日   |      |
| 19 | 平田富資   | 大正8年（1919年）10月8日   |                            |      |